# Sainte-Maure
Sainte-Maure település Franciaországban, Aube megyében. Lakosainak száma 1792 fő (2022. január 1.). Sainte-Maure Barberey-Saint-Sulpice, La Chapelle-Saint-Luc, Feuges, Lavau, Saint-Benoît-sur-Seine, Saint-Lyé és Vailly községekkel határos.

## Népesség
A település népessége az elmúlt években az alábbi módon változott:
| Lakosok száma | 706  | 1178 | 1218 | 1472 | 1465 | 1548 | 1655 | 1715 | 1752 | 1792 |
|               | 1968 | 1982 | 1990 | 2006 | 2013 | 2015 | 2017 | 2019 | 2020 | 2022 |